# Philip Henslowe
Philip Henslowe (* ca. 1550; † 6. Januar 1616 in London) war ein englischer Theaterdirektor.

## Leben
Henslowe wurde in Lindfield, West-Sussex, geboren. Seine Familie stammt aus Devon. Sein Vater, Edmund Henslowe, war von 1539 bis zu seinem Tode 1562 bestellter Master of the Game (Jagdaufseher) für den Ashdown Forest in Sussex.
In den 1570ern zog Henslowe nach London und wurde ein Mitglied der Dyers Company. Henslowe heiratete die Witwe Henry Woodwards Agnes und lebte von 1577 an in Southwark, gegenüber dem Gefängnis The Clink. Sein älterer Bruder Edmund besaß als Händler Grundstücke in Southwark. Es wurde angenommen, dass das Erbe seiner Frau Henslowes Start ins Geschäftsleben ermöglichte, aber das ist nicht belegt. Er engagierte sich bereits früh in der Kirchengemeinde der Southwarder St Saviour's ward u. a. als Overseer of the Poor. Während der Regentschaft von Elizabeth I. war er Groom of the Chamber. Unter König Jakob I. diente er als Gentleman Sewer of the Chamber (ein untergeordneter Dienerrang). Henslowe arbeitete auch als Eintreiber von an die Königin zu entrichtende Vermögenssteuern, den „Lay Subsidies“.
Henslowe war in vielen Geschäftsbereichen eingesetzt, darunter Färben von Stoffen, Herstellung von Stärke, Pfandleihe, Kreditvergabe und den Handel mit Ziegenfellen. Er besaß Grundstücke in East Grinstead und Buxted in East Sussex, wo auch sein Schwager, der königliche Metall- und Waffenbauer Ralf Hogge, lebte. Zwischen 1576 und 1586 trieb Henslowe Handel mit Holz aus dem Ashdown Forest. Seine Haupteinnahmen erzielte er jedoch als Vermieter in Southwark. Einer seiner späteren Bühnenautoren, Henry Chettle, beschrieb ihn als skrupellos hart gegenüber seinen armen Mietern, obwohl Henslowe Chettle später viele Darlehen gewährte und sie offenbar freundschaftlich miteinander umgingen.

## Als Theaterleiter
1584 kaufte Henslowe in Southwark ein Anwesen namens The Little Rose, das Rosengärten, auf dem mit ziemlicher Sicherheit ein Bordellbetrieb angesiedelt war. 1587 bauten Henslowe und der Krämer John Cholmley das The Rose Theatre, das dritte der großen, permanenten Spielhäuser in London und das erste in Bankside. Ab 1591 ging Henslowe eine Partnerschaft mit der Schauspieltruppe Admiral’s Men ein, nachdem diese sich vom Theaterleiter James Burbage und seiner Truppe der Lord Chamberlain’s Men in einen Streit über die Aufteilung der Einnahmen getrennt hatte. Deren Leiter Edward Alleyn wurde am 22. Oktober 1592 durch die Heirat mit Henslowes Stieftochter Joan Woodward Teil seiner Familie. Bis an sein Lebensende sollte Henslowe nun eng mit seinem Schwiegersohn zusammenarbeiten.
1598 errichtete Burbages Theaterkompanie, die Lord Chamberlain’s Men, das neue Globe Theatre in Bankside. Die neue Konkurrenzsituation brachte Bewegung in die Londoner Theaterlandschaft. Alleyn und Henslowe beauftragten für 510 Pfund den Bauunternehmer Peter Street im Norden Londons (ebenso wie das Rose außerhalb der Stadtmauern Londons) ein neues Theater, das Fortune Playhouse zu errichten. Die Admiral’s Men spielten fortan dort. Auf Rat Alleyns beschäftigte Henslowe unter anderem die Dramatiker Thomas Dekker, George Chapman, Michael Drayton und Thomas Heywood. In den Jahren 1593 bis 1596 brachte Henslowe so über 55 Stücke auf die Bühne.
Im Alter von 66 Jahren starb Philip Henslowe am 16. Januar 1616 in London.

## Bedeutung
Henslowes Bedeutung liegt vor allem in seinen akribisch geführten „Diaries“, die keine Tagebücher im eigentlichen Sinne sind, sondern Inventurlisten. In den Jahren 1592 bis 1603 verzeichnete er darin die Aufführungen und Einnahmen, Käufe und Verkäufe, Verträge mit Schauspielern, sowie Informationen über Kostüme und vorhandene Kulissen.
Als Beispiel diene ein Eintrag über das Inventar der Schauspieltruppe Lord Admiral's Men vom 10. März 1598:
Item, i rock, i cage, i tomb, i Hell mouth… i bedstead.
Item, viii lances, i pair of stairs for Phaethon.
Item, i globe, & i golden sceptre; iii clubs
Item, i golden fleece, ii racquets, i bay tree.
Item, i lion's skin, i bear's skin; Phaethon's limbs, & Phaethon's chariot, & Argus's head.
Item, Iris's head, & rainbow; i little altar.. .
i ghost's gown; i crown with a sun.
Übersetzung:
Item, 1 Fels, 1 Käfig, 1 Grab, 1 Höllentor, 1 Bett,
Item, 8 Lanzen, 1 Paar Treppenstufen für Phaeton,
Item, 1 Globus, & 1 goldenes Zepter, 3 Keulen,
Item, 1 goldenes Vlies, 2 Tennisschläger, 1 Lorbeerbaum,
Item, 1 Löwenfell, 1 Bärenfell, Phaetons Glieder, & Phaetons Wagen, und Argus’ Haupt,
Item, Iris’ Haupt, & Regenbogen, 1 kleiner Altar
1 Gespensterkostüm, 1 Krone mit einer Sonne.
Dadurch ergibt sich für heutige Forscher ein detaillierter Einblick in die elisabethanische Theaterpraxis, die ohne diese Tagebücher so nicht möglich wäre. Es lassen sich daraus zum Beispiel auch Rückschlüsse auf die Datierungen einiger Dramen William Shakespeares ziehen, da Hamlet, Henry VI, Part 1, Henry V, The Taming of the Shrew und Titus Andronicus erwähnt werden. Shakespeares Name kommt aber nicht vor.

## Werke
- Reginald A. Foakes (Hrsg.): Henslowes Diary. Cambridge: Univ. Pr., 2000. ISBN 0-521-81866-4